# 林睦言
林睦言（英語：Vic Lin；1990年3月1日—），台灣男演員、 模特兒，台北人。由於臉部輪廓較深，從小就常被誤以為是混血兒。2015年參與「華流之星」獲得媒體票選獎第一名，並參與三立電視台週五華劇《料理高校生》演出，飾演強納生一角。2016年參與週五華劇《飛魚高校生》飾演澳洲留學回台的轉學生安緯明（阿緯）一角迅速增加知名度。

## 戲劇作品
| 年 度 | 播出頻道              | 劇 名      | 飾 演  | 導演   |
| 2015  | 三立都會台/東森綜合台 | 料理高校生 | 強納生 | 許珮珊 |
| 2016  | 三立都會台/東森綜合台 | 飛魚高校生 | 安緯明 | 吳蒙恩 |

## 寫真作品
| 書 名                          | 發行日期  |
| 《飛魚高校生：泳敢男孩寫真誌》 | 2016年9月 |

## 外部連結
- 林睦言 Vic Lin的Facebook專頁
- 林睦言的Instagram帳戶
- 林睦言的新浪微博